# Marsupopaea sturmi
Marsupopaea sturmi là một loài nhện trong họ Oonopidae.
Loài này thuộc chi Marsupopaea. Marsupopaea sturmi được miêu tả năm 1972 bởi Cooke.